# Semissus acuminatus
Semissus acuminatus är en insektsart som först beskrevs av Lethierry 1876.  Semissus acuminatus ingår i släktet Semissus och familjen sköldstritar. Inga underarter finns listade i Catalogue of Life.